# کادووب (استان اوپوله)
کادووب (به لهستانی: Kadłub) یک منطقهٔ مسکونی در لهستان است که در گمینا ستژلتسه اوپولسکیه واقع شده‌است.